# Georg Wilhelm Wilke
Georg Wilhelm Wilke, född 1833 i Merseburg, död 9 februari 1909 i Motala, var en tysk-svensk skogsman.
Wilke studerade vid forstakademien i Eberswalde 1859-60 och i Tharandt 1860-61, var 1861-69 skogsingenjör hos Stockholms läns hushållningssällskap och gick under tiden även som elev vid Skogsinstitutet, varifrån han utexaminerades 1864. Sedan han blivit svensk medborgare, förordnades han till överjägare i Stockholms län 1865. År 1869 blev han skogsförvaltare för Göta Kanalbolags skogar, och där åstadkom han under 35 år ett betydande livsverk. Han utförde bland annat vackra skogsodlingar och påbörjade en del rationella gallringar. År 1870 blev han även tjänsteförrättande jägmästare i Vadsbo revir och var 1880-95 ordinarie sådan. Han var två gånger allvarligt påtänkt till direktörsbefattningen vid Skogsinstitutet. Han författade åtskilliga uppsatser i in- och utländska skogstidskrifter och utgav broschyren Ett inlägg i skogsfrågan (1894), vilken rätt omilt kritiserade en del förhållanden inom den tidens svenska skogsadministration.